# Lachemilla vulcanica
Lachemilla vulcanica är en rosväxtart som först beskrevs av Adelbert von Chamisso och Schltdl., och fick sitt nu gällande namn av Per Axel Rydberg. Lachemilla vulcanica ingår i släktet Lachemilla och familjen rosväxter. Inga underarter finns listade i Catalogue of Life.